# Ozero Svjatets
Ozero Svjatets (ryska: Озеро Святец) är en sjö i Belarus.   Den ligger i voblasten Vitsebsks voblast, i den norra delen av landet, 200 km norr om huvudstaden Minsk. Ozero Svjatets ligger 139 meter över havet.
I omgivningarna runt Ozero Svjatets växer i huvudsak blandskog. Runt Ozero Svjatets är det ganska tätbefolkat, med 72 invånare per kvadratkilometer.